# Dolmen de la Verdoline

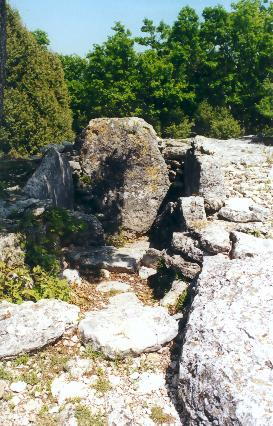
Dolmen de la Verdoline

Der Dolmen de la Verdoline liegt in Saint-Vallier-de-Thiey im Département Alpes-Maritimes in der RegionProvence-Alpes-Côte d’Azur in Frankreich. Dolmen ist in Frankreich der Oberbegriff für Megalithanlagen aller Art (siehe: Französische Nomenklatur).

## Beschreibung
Die etwa 1,9 × 1,5 m messende nahezu rechteckige Kammer besteht aus fünf Platten, die im Südwesten einen etwa 2,5 m langen ungedeckten gepflasterten Zugang lassen, der seitlich aus Trockenmauerwerk gebildet wird und zur Kammer hin von einem zerbrochenen halbhohen Steinblock begrenzt wird. Die Basis dieses Schwellensteins liegt niedriger als der Flur des Zugangs, so dass er eine relativ hohe Öffnung ermöglicht. Die beiden langen Seitenplatten der West-Ost orientierten Kammer (mit Zugang im Westen) wiegen mehr als 1,5 Tonnen. Der intakte Deckstein liegt auf dem Hügel, der etwa zehn Meter Durchmesser hat. Auf der im Jahre 1880 erstellten Skizze von Alexis Mossa ist der Zugang nicht zu erkennen sein, so dass er verschüttet war. Die Vorderansicht zeigt die Deckplatte, die auf dem Denkmal im Jahre 1880 zu sein scheint.

## Funde
Laut Cotte wurden die Körper beiderseits einer aus flachen Steinen gebildeten Trennung in Hockerstellung niedergelegt. Die Informationen über die gefundenen Grabbeigaben sind unklar. Eine Zeichnung von Bottin zeigt scheiben- und röhrenförmige Perlen, einen Knochenzylinder,  eine durchlochte Lunula aus Schiefer (französisch pendeloque arquée), wie sie auch Statuenmenhire zeigen, und eine markante Scherbe.
Das archäologische Material (menschliche Knochen und Beigabenl) befindet sich  im Museum für Kunst und Geschichte der Provence.
In der Nähe liegen der Dolmen Tombe de la Colle, der Dolmen von Dégoutay und die Tumuli von Caillassou.